# ديف إيفانز (مهندس)
ديف إيفانز (بالإنجليزية: Dave Evans)‏ هو مهندس أمريكي، ولد في 31 أغسطس 1898، وتوفي في 31 مارس 1974.

## روابط خارجية
- ديف إيفانز على موقع DriverDB.com (الإنجليزية)